# Tekla Structures
テクラ ストラクチャーズは、ウィンドウズ上で動く建設用のコンピュータのアプリケーションプログラムで、コンクリートや鉄骨などの違った種類の材料を取り扱うことが可能なBIMと言われている。

## 特徴
このプログラムは3D（3次元） CAD　プログラムである。
意匠設計・製作をパソコン上で行うものである。特徴としては、モデラーソフトである。意匠・積算・施工図・組立図・バラ図（プレートホールの位置などを指示するための図面）の全てが可能である。フィンランドのテクラによって生み出され、フィンランド以外の支店・代理店によっても販売されている。
このアプリケーションでは、 これから開始する現場の3次元CADのモデリングをするだけではない。このプログラムとは他の純粋な3次元のCADと同じ様に、2次元の線は描かずに直接固形物を意図した長さだけ3次元空間の同図の中に描いて（モデリングして）ゆく。
建設業界では、資材の性質（重量、密度、形状など）は明示的に定義されており（積算基準）、モデリングは直ぐに積算の完了を意味する。ソフト内に蓄積されているマクロ機能によって、結合部の描画も当てはまる物を決定する形式になっている。
しかし中には、特別の形状で積算基準に当てはまらない形状の材料も存在する為、その折は、描画はまず２D形状を製作して、それを3次元化する事になる。

## 詳細
モデリングを完了した建造物については、このソフトがほぼ全種類の作図を行うことが可能である。工場内のバラ図から始まり、積算のための資材カウントまでも行う。このバラ図や積算表などの情報はモデリングとは独立した形になっている。そのために、モデリングにどの様な変更を行っても、作図者の意図したタイミングで現実を図面や積算に反映させることができる。
固形物を意図した長さで描画するという、このソフトの考え方は、製図そのものだけでなく、資材・形状といった重大な変更の作業についても、早く簡単に行うことができる。
たとえば、とある幅長のIPE資材の柱の結合部を作図すると仮定する。IPEの幅長を変更する（選択し直す）だけで蓄積されているマクロ機能によって、結合部の形状も変更が完了している。同じ様にして、IPEからHEBに形状そのものを変更した場合においても、結合部については形状の大きさに応じて自動的に変更が完了している。変更が意図に沿わない場合はその結合部のみの変更も可能である。
製造用のバージョンとして様々なファイルが作成される。CAMから様々な工作機械に合わせたフォーマットのコンピュータ数値制御、CNCから例えばマシニングセンタ、数値制御溶断機、数値制御プラズマ切断、鉄筋コンクリート、数値制御帯鋸盤、 数値制御ボール盤等用のファイルがそれである。
デザイナーが資材の重複部分を特定するのを容易にし、また、製作や現場での組立段階でのトラブル回避に有効なのが干渉チェック統御のオプションである。
また、（質は別として）他の沢山のアプリケーションともデータを交換できる。さらには、各種建築（電気配線、配管ダクト、建設機械）との統合も可能である。
テクラ ストラクチャーズは構造設計の段階か、または細部のデザインのそれかを問わず、デザインと構造計算用プログラムの融合可能性を提供している。
また、数限りないアプリケーション作成とその統御をオープンにしており、ネットを通じで外部からのプログラミング可能性が提供されている。

## 歴史
元々はX-STEELという名前であった。
1993年にテクラがX-STEELという、鉄骨構造物に特化した3次元ソフトをリリースしている。

## 施工例
- Grandstand Replacement, デイトナ・インターナショナル・スピードウェイ (USA)[1][2]
- Frontstretch Grandstands, デイトナ・インターナショナル・スピードウェイ (USA)[3]
- デンバー国際空港 Expansion (USA)[4]
- San Jose Earthquakes Stadium (USA)[5]
- BB&Tボールパーク (Charlotte, USA)[6]
- Spillway Replacement, Manitoba Hydro (USA)[7][8][9]
- National Stadium Roof, シンガポール・ナショナルスタジアム (Singapore)[10]
- Red Bear Student Center, サスカチュワン大学 (Canada)[11]
- Troja Bridge (Prague)[12]
- テスコ (チェーンストア) Supermarket (Sheringham, UK)[13]
- ベイラー大学 Stadium (Australia)[14]
- Canopée des Halles, Forum des Halles (Paris, France)[15]
- Sutter Medical Center (California, USA)[16]
- Expansion, チェンナイ国際空港 (India)[17]
- Dongdaemun Design Plaza (Seoul)[18]
- キャピタルゲートビル (Abu Dhabi)[19][20]
- Midfield Terminal Complex, アブダビ国際空港 (Abu Dhabi)
- King Abdullah Financial District (Saudi Arabia)[21]
- King Abdulaziz Center for World Culture (Saudi Arabia)[22]
- National Museum of Qatar (Qatar)
- ヒルトン・ガーデン・イン (UAE)[23]
- Puuvilla Shopping Centre (Finland)[24][25]